# Oliver Warg
Oliver Warg (* 6. Juli 1963) ist ein ehemaliger deutscher Nordischer Kombinierer.

## Werdegang
Warg gab sein internationales Debüt bei den Nordischen Junioren-Skiweltmeisterschaften 1983 im finnischen Kuopio, wo er hinter seinem Landsmann Heiko Hunger und dem Norweger Geir Andersen die Bronzemedaille im Einzel gewann. Am 17. Dezember 1983 gab er sein Debüt im Weltcup der Nordischen Kombination. Im Einzelwettbewerb in Seefeld in Tirol landete Warg als Fünfter auf Anhieb in den Punkterängen. In Oberwiesenthal verpasste er als 16. nur knapp die Punkteränge. Da dies die beiden einzigen Weltcups in der Saison waren, belegte er am Ende den 25. Platz der Weltcup-Gesamtwertung. In der folgenden  Saison bestritt er nur den Weltcup in Oberwiesenthal, erreichte dabei jedoch als Dritter sein erstes und einziges Weltcup-Podium. In der Gesamtwertung erreichte er Rang 21. Bei der folgenden Nordischen Skiweltmeisterschaft 1985 in Seefeld landete er gemeinsam mit Heiko Hunger und Uwe Dotzauer im Teamwettbewerb  auf dem fünften Rang. Im Einzel landete er zuvor auf Rang 25.

## Erfolge

### Weltcup-Platzierungen
| Saison  | Platz | Punkte |
| ------- | ----- | ------ |
| 1983/84 | 25.   | 11     |
| 1984/85 | 21.   | 15     |

### Weltcup-Statistik
Die Tabelle zeigt die erreichten Platzierungen im Einzelnen.
- Platz 1.–3.: Anzahl der Podiumsplatzierungen
- Top 10: Anzahl der Platzierungen unter den ersten zehn
- Punkteränge: Anzahl der Platzierungen innerhalb der Punkteränge
- Starts: Anzahl gelaufener Rennen in der jeweiligen Disziplin

| Platzierung         | Einzel a | Sprint | Massenstart | Team   | Team    | Gesamt |
| Platzierung         | Einzel a | Sprint | Massenstart | Sprint | Staffel | Gesamt |
| ------------------- | -------- | ------ | ----------- | ------ | ------- | ------ |
| 1. Platz            |          |        |             |        |         |        |
| 2. Platz            |          |        |             |        |         |        |
| 3. Platz            | 1        |        |             |        |         | 1      |
| Top 10              | 2        |        |             |        |         | 2      |
| Punkteränge         | 2        |        |             |        |         | 2      |
| Starts              | 3        |        |             |        |         | 3      |
| Stand: Karriereende |          |        |             |        |         |        |